# Tarbagatai (Burjatien, Tarbagataiski)
Tarbagatai (russisch und burjatisch Тарбагата́й) ist ein Dorf (selo) in der Republik Burjatien (Russland) mit 4308 Einwohnern (Stand 14. Oktober 2010).

## Geographie
Der Ort liegt knapp 50 km Luftlinie südsüdwestlich der Republikhauptstadt Ulan-Ude am Flüsschen Kuitunka, etwa 8 km oberhalb von dessen Mündung von rechts in die Selenga.
Tarbagatai ist Verwaltungssitz des Rajons Tarbagataiski und Sitz der Landgemeinde Tarbagataiskoje selskoje posselenije, zu der neben dem Dorf Tarbagatai noch das Dorf Pesterewo gehört.

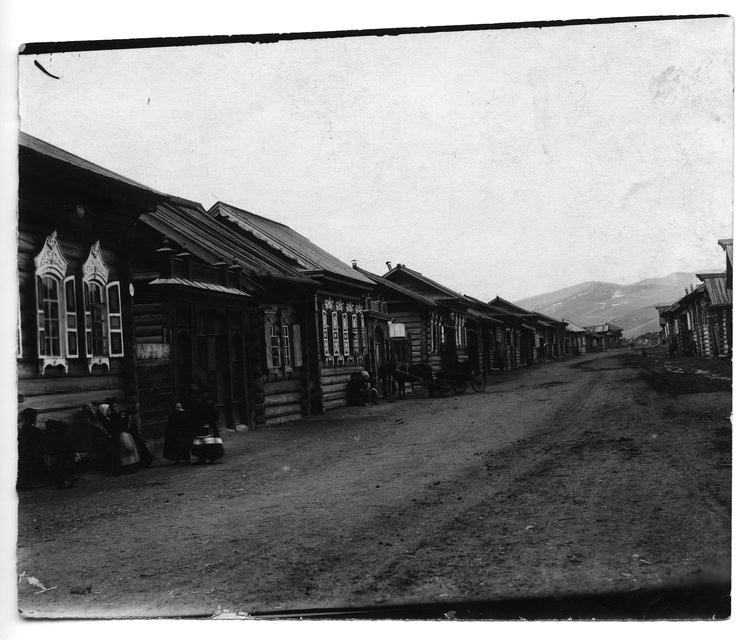
Tarbagatai um 1900
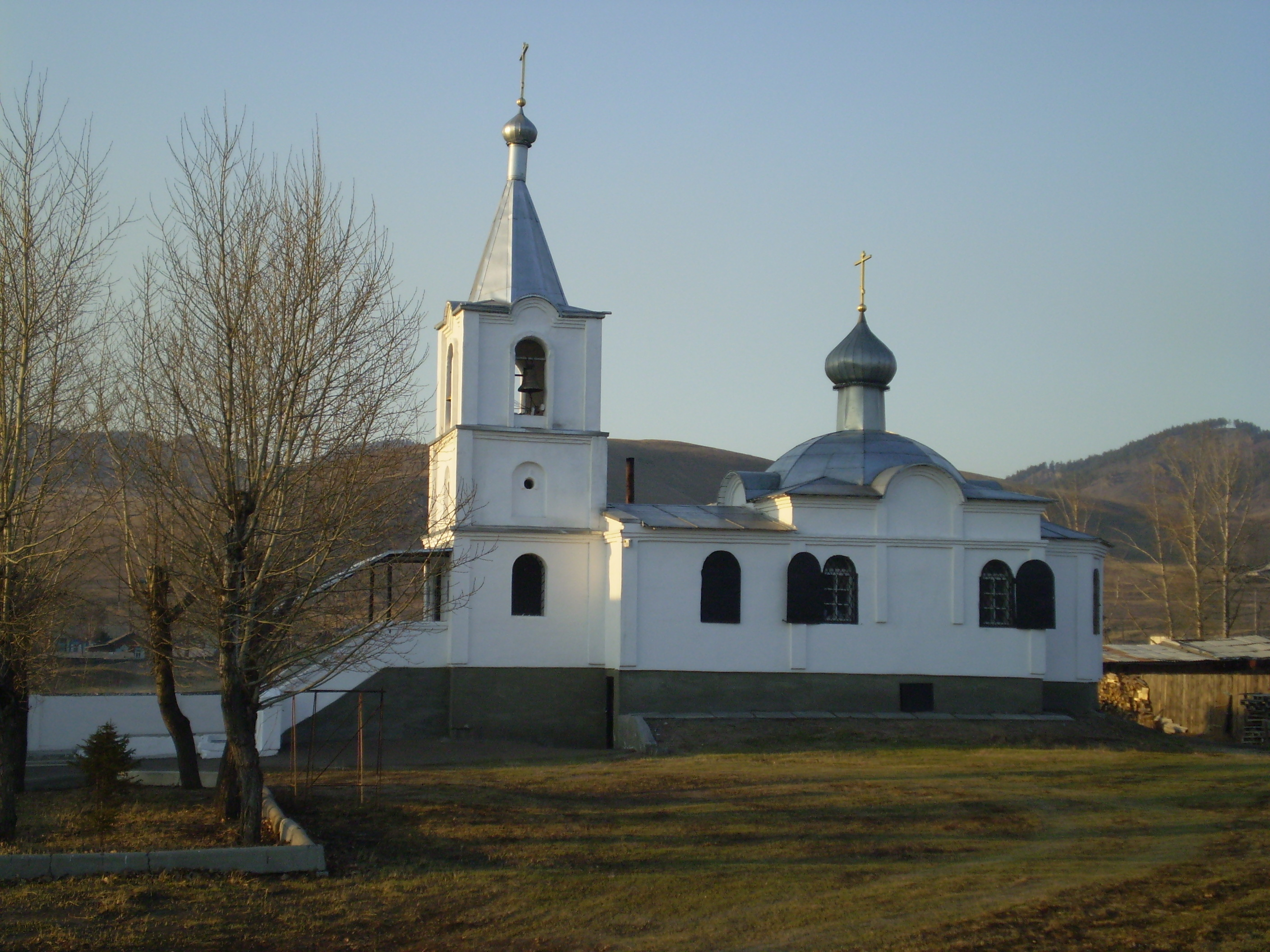
Altorthodoxe Kirche in Tarbagatai
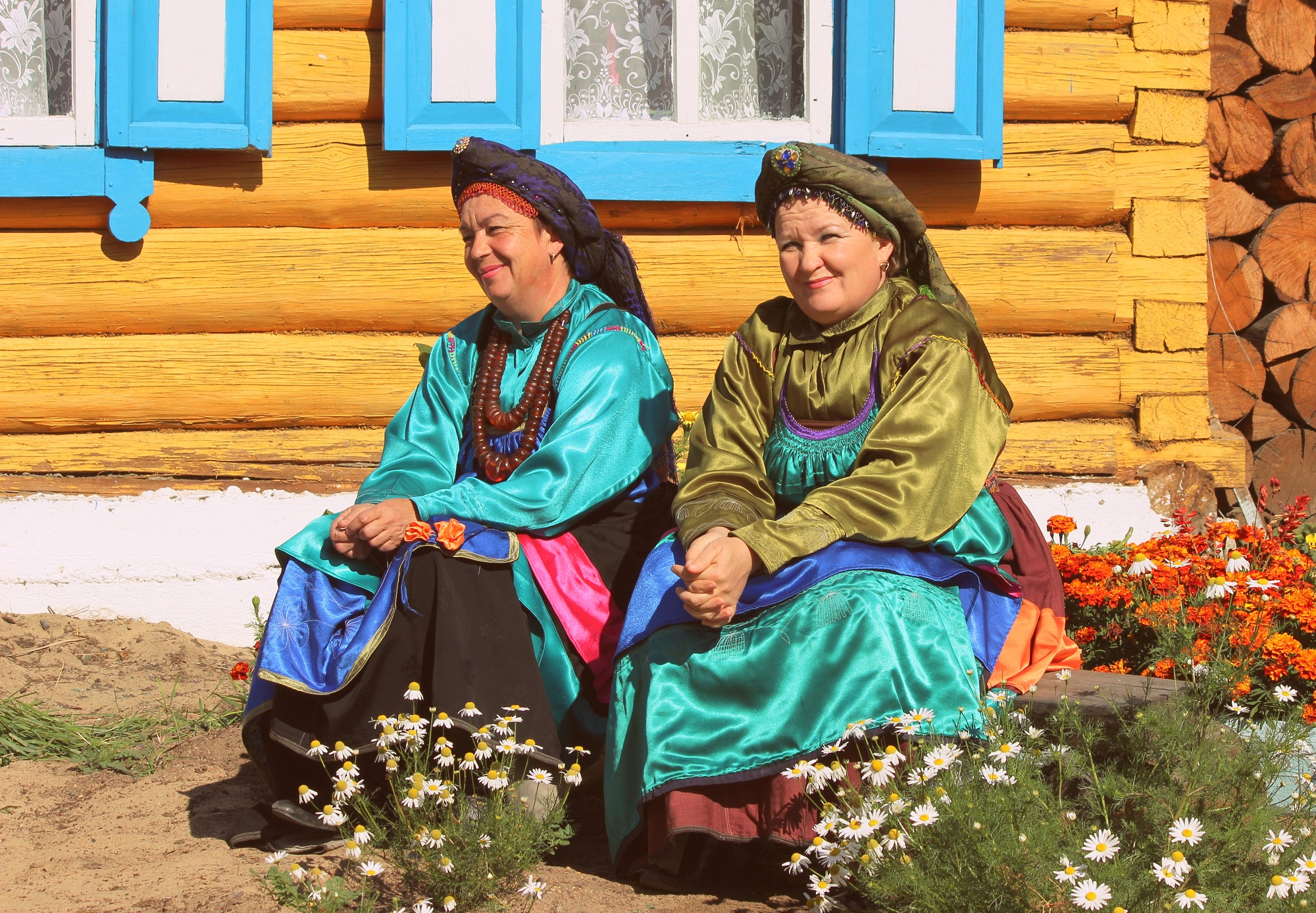
Semeiskije-Frauen in Tarbagatai in traditioneller Tracht

## Geschichte
In dem seit der ersten Hälfte des 18. Jahrhunderts bekannten Dorf, das anfangs auch Pargabentei oder Tarbatai genannt wurde, siedelten sich ab 1765 Angehörige der altorthodoxen Glaubensgemeinschaft der Semeiskije an. Deren Bevölkerungsanteil betrug Anfang des 20. Jahrhunderts über 80 %. Ab Mitte des 19. Jahrhunderts fand im Ort ein regional bedeutsamer Jahrmarkt statt.
1923 wurde Tarbagatai Zentrum eines Aimaks (Rajons). Dieser wurde 1961 aufgelöst, aber 1985 wiederhergestellt.

### Bevölkerungsentwicklung
| Jahr | Einwohner |
| ---- | --------- |
| 1919 | 3391      |
| 1939 | 3092      |
| 1959 | 2989      |
| 1989 | 4618      |
| 2002 | 4253      |
| 2010 | 4308      |

Anmerkung: ab 1939 Volkszählungsdaten

## Verkehr
Durch Tarbagatai verläuft die Fernstraße M55, die Irkutsk mit Tschita verbindet und Teil der transkontinentalen Straßenverbindung ist. Beim Ort zweigt von dieser eine Straße ab, die durch den Südwestteil des Rajons in das Tal des Chilok führt und schließlich westlich von Bitschura die Regionalstraße R441 Muchorschibir – Kjachta erreicht.